# Castellavazzo
Castellavazzo (en vénitien : Castèl) est une localité et une ancienne commune italienne située dans la province de Belluno en Vénétie. Depuis 2014, elle fait partie de la commune de Longarone.

## Géographie
Le village se situe au nord de Longarone, sur le versant occidental de la vallée du Piave.
Il comprend les hameaux de Codissago, Olantreghe et Podenzoi.

## Administration
| Période                                  | Période | Identité       | Étiquette     | Qualité |
| ---------------------------------------- | ------- | -------------- | ------------- | ------- |
| 2003                                     | 2013    | Franco Roccon  | Liste civique |         |
| 2013                                     | 2014    | Sonia Salvador | Liste civique |         |
| Les données manquantes sont à compléter. |         |                |               |         |